# Heuberg/Buchhorn/Gleichen
Heuberg/Buchhorn/Gleichen is een plaats in de Duitse gemeente Pfedelbach, deelstaat Baden-Württemberg, en telt 924 inwoners (2005).